# 広島県道435号木呂田本郷線
広島県道435号木呂田本郷線（ひろしまけんどう435ごう きろたほんごうせん）は、広島県三次市を通る一般県道である。

## 概要
三次市君田町東入君（ひがしいりぎみ）の広島県道186号新市三次線交点から広島県道39号三次高野線交点に至る。全線の区域が決定するまで終点からかなり離れた田園地帯の真ん中に区域決定区間の終点を示す看板が立っていた。
認定当初から本路線になると思しき君田村道→三次市道があったにもかかわらず全区間の区域決定に10年もかかった理由ははっきりしない。路線名称に用いられている木呂田は地図によく載っているが、本郷は地図に全く載っていない。

### 路線データ
- 起点：三次市君田町東入君（広島県道186号新市三次線交点）
- 終点：三次市君田町東入君（君田支所前交差点、広島県道39号三次高野線交点）
- 総延長：3.23 km

## 歴史
- 1996年（平成8年）4月25日 - 広島県告示第469号により認定される。
- 2004年（平成16年）4月1日 - 三次市と双三郡の全町村（吉舎町・三良坂町・三和町・君田村・作木村・布野村）、甲奴郡甲奴町が対等合併して改めて三次市が発足したことに伴い起終点の地名表記が変更され、併せて全線が三次市域のみを通る路線になる。
- 2006年（平成18年）5月22日 - 広島県告示第570号により全線の区域が決定する[1]。

## 地理

### 通過する自治体
- 三次市

### 交差する道路
| 交差する道路                                       | 交差する場所 | 交差する場所            |
| -------------------------------------------------- | ------------ | ----------------------- |
| 広島県道186号新市三次線                            | 君田町東入君 | 起点                    |
| 広島県道39号三次高野線 広島県道62号庄原作木線 重複 | 君田町東入君 | 君田支所前交差点 / 終点 |

### 沿線
- 西城川（江の川支流）
- 神野瀬川（江の川支流）
- 堀越（三次市君田町東入君）
- 三次市立君田小学校
- 三次市立君田中学校
- 三次市役所 君田支所
- 三次市君田図書館